# Trois Arbres Cemetery
Le cimetière « Trois Arbres Cemetery » est un cimetière de la Première Guerre mondiale situé à Steenwerck (Nord).

## Victimes
| Pays             | Victimes |
| ---------------- | -------- |
| Royaume-Uni      | 997      |
| Canada           | 22       |
| Australie        | 470      |
| Nouvelle-Zélande | 213      |
| Afrique du Sud   | 1        |
| Inde             | 1        |
| Total            | 1 704    |

## Coordonnées GPS
50° 42′ 17″ nord, 2° 48′ 07″ est